# MacKenzie Scottová
MacKenzie Scottová, nepřechýleně Scott, rozená Tuttleová, dříve Bezosová (* 7. dubna 1970 San Francisco, Kalifornie) je americká spisovatelka a filantropka. Její majetek činil v červnu 2021 kolem 60 miliard amerických dolarů (cca 1,3 bilionu korun), což z ní dělá třetí nejbohatší ženu světa a zhruba dvacátou nejbohatší osobu. Základem jejího bohatství je čtvrtina akcií společnosti Amazonu, které získala při rozvodu s Jeffem Bezosem. Jelikož je její jmění odvislé od hodnoty akcií, přesné číslo se neustále mění. Po rozvodu přijala slib rozdat většinu svého jmění charitám, a to v rámci celosvětové iniciativy The Giving Pledge, kterou založili Bill a Melinda Gatesovi a Warren Buffet. Jen za rok 2020 dala na charitu 5,8 miliardy dolarů. Roku 2021 uvedla, že pošle dalších 2,7 miliardy dolarů celkem 286 charitativním organizacím. Časopis Forbes ji v roce 2021 zařadil na 1. místo v seznamu nejmocnějších žen světa. Podle odhadů časopisu Forbes k listopadu 2022 věnovala přes 14 miliard dolarů 1 500 neziskovým organizacím a charitám.
V roce 2006 jí vyšla první kniha, román The Testing of Luther Albright, za kterou obdržela American Book Awards. Další knihu vydala v roce 2013, jmenovala se Traps. Roku 2014 založila neziskovou organizaci Bystander Revolution, která se zaměřuje na boj proti šikaně.

## Biografie
MacKenzie Scottová Tuttleová se narodila v roce 1970 v San Franciscu v Kalifornii. Od dětství ráda psala. V roce 1992 získala bakalářský titul z tvůrčího psaní na Princetonské univerzitě. Na univerzitě studovala u spisovatelky a držitelky Nobelovy ceny za literaturu Toni Morrisonové.
Po absolvování studií nastoupila do hedge fondu D. E. Shaw & Co. Zaměstnání jí mělo krýt výdaje, zatímco bude psát knihy. Do firmy ji přijal Jeff Bezos, který byl v té době jejím viceprezidentem. Šlo o jejich první setkání, které v roce 1993 vyústilo ve svatbu. O rok později oba odešli z D. E. Shaw & Co., přestěhovali se do Seattlu a začali budovat Amazon. MacKenzie Scottová byla jednou z prvních osob zaměstnaných v Amazonu a měla významný podíl na rozjetí firmy. Později se ovšem z firmy stáhla, aby se mohla více věnovat rodině (s Jeffem Bezosem má tři děti a jedno adoptovali z Číny) a své kariéře spisovatelky.
V roce 2005 dokončila svůj debutový román The Testing of Luther Albright, který údajně psala deset let a za který následně obdržela cenu American Book Awards.
S Bezosem se rozvedla v roce 2019 a na základě společného jmění manželů získala čtvrtinu akcií Amazonu v tehdejší hodnotě 35,6 miliardy dolarů. Rozvod z ní na krátko udělal nejbohatší ženu světa. Současně si nechala oficiálně změnit jméno na Mackenzie Scottová, kdy se její původně druhé jméno stalo příjmením.
Po rozvodu se podruhé provdala za středoškolského učitele chemie Dana Jewetta.

## Filantropie
V květnu 2019 se přidala k iniciativě The Giving Pledge, kterou založili Bill a Melinda Gatesovi a Warren Buffet. Jejím cílem je zavázat nejbohatší lidi světa k rozdání většiny svého majetku na charitu. V první vlně rozdala 1,7 miliardy dolarů celkem 116 neziskovým organizacím, které se věnovaly otázkám rasové rovnosti, vzdělávání minorit, LGBTQ komunitě, veřejnému zdraví, rozvoji demokracie a boji proti současné klimatické změně. V prosinci 2020 následovala druhá vlna, během které rozdala 4,15 miliardy dolarů celkem 384 charitativním organizacím, které pomáhaly lidem zasaženým pandemií covidu-19. Za jediný rok rozdala 5,8 miliardy dolarů, což je historicky jeden z nejvyšších darů. V červnu 2021 oznámila plánovanou třetí vlnu dárcovství, během které chce dát dalších 2,7 miliardy dolarů celkem 286 organizacím. Podle odhadů časopisu Forbes k listopadu 2022 věnovala přes 14 miliard dolarů 1 500 neziskovým organizacím a charitám.